# North St. Paul
North St. Paul – miasto w Stanach Zjednoczonych, w stanie Minnesota, w hrabstwie Ramsey.